# Марколес
Марколе́с (фр. и окс. Marcolès) — коммуна во Франции, находится в регионе Овернь. Департамент — Канталь. Входит в состав кантона Сен-Маме-ла-Сальвета. Округ коммуны — Орийак.
Код INSEE коммуны — 15117.
Коммуна расположена приблизительно в 460 км к югу от Парижа, в 125 км юго-западнее Клермон-Феррана, в 18 км к юго-западу от Орийака.

## Население
Население коммуны на 2008 год составляло 611 человек.
| 1962 | 1968 | 1975 | 1982 | 1990 | 1999 | 2008 |
| ---- | ---- | ---- | ---- | ---- | ---- | ---- |
| 883  | 807  | 721  | 654  | 622  | 577  | 611  |

## Экономика

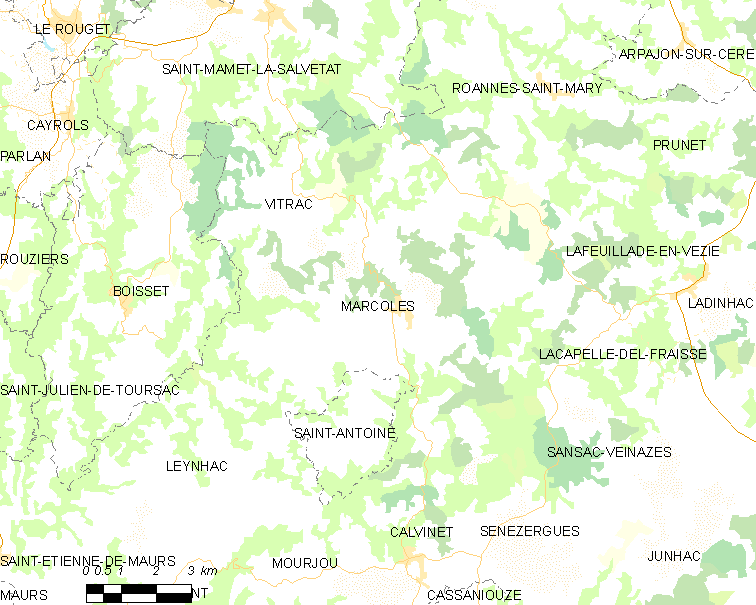
Карта коммуны

В 2007 году среди 357 человек в трудоспособном возрасте (15—64 лет) 262 были экономически активными, 95 — неактивными (показатель активности — 73,4 %, в 1999 году было 68,9 %). Из 262 активных работали 250 человек (139 мужчин и 111 женщин), безработных было 12 (8 мужчин и 4 женщины). Среди 95 неактивных 30 человек были учениками или студентами, 44 — пенсионерами, 21 были неактивными по другим причинам.

## Достопримечательности
- Церковь Сен-Мартен (XV век). Памятник истории с 2003 года[3]
- Фортификационные сооружения (XV век). Памятник истории с 2003 года[4]